# Sozialdemokratische Partei (Republik Moldau)
Die Sozialdemokratische Partei (rumänisch Partidul Social Democrat, PSD) ist eine sozialdemokratische moldauische politische Partei.

## Geschichte
Die Sozialdemokratische Partei wurde noch in der Moldauischen SSR am 13. Mai 1990 als Partidul Social Democrat din Moldova (Sozialdemokratische Partei Moldaus) gegründet. Bei landesweiten Wahlen war sie bis heute vor allem durch die Konkurrenz mit anderen Mitte-Links Parteien erfolglos und konnte den zum Einzug ins Parlament nötigen Stimmenanteil von 6 % (Sperrklausel) bislang nicht erreichen. Sie ist jedoch in Regional- und Kommunalparlamenten vertreten.
Im Dezember 2007 schloss sich die PSD mit der Partidul Democrației Sociale (Partei der Sozialen Demokratie) des ehemaligen Ministerpräsidenten Dumitru Braghiș zusammen. In dieser Zeit schlossen sich auch zahlreiche ehemalige Mitglieder der Uniunea Centristă din Moldova (UCM; Zentrumsunion Moldaus) den Sozialdemokraten an. Nach dem Beitritt seiner Partei zur PSD wurde der ehemalige PDS-Vorsitzende Braghiș neuer Parteichef der Sozialdemokraten. Der bisherige Vorsitzende Eduard Mușuc wurde neuer Generalsekretär.
Auf kommunaler Ebene arbeitete die PSD in den Folgejahren teilweise mit den regierenden Kommunisten und den Christdemokraten zusammen. Einige enttäuschte Mitglieder wechselten daraufhin zu den antikommunistischen Liberaldemokraten. 2010 macht die PSD Schlagzeilen, da sie 11.000 Mitglieder an die auch im Parlament vertretene proeuropäische Demokratische Partei verlor, was etwa die Hälfte der damaligen Mitgliederzahl war. Bei den darauf folgenden Kommunalwahlen 2011 büßte die Partei erheblich an Stimmen ein. 2012 verkündete die übrige PSD ein Bündnis mit der größeren Partei der Sozialisten der Republik Moldau und nahm in der Folgezeit nicht mehr eigenständig an Parlamentswahlen teil.

## Ausrichtung
Die Partei sieht sich selbst als Vertreterin der Sozialdemokratie in Moldau und stand bis zu ihrem Bündnis mit den Sozialisten in Konkurrenz zu den größeren mitte-links Parteien, der prowestlichen Demokratischen Partei und der prorussischen Partei der Sozialisten der Republik Moldau. Die Partei setzt sich für einen Beitritt Moldaus zur Zollunion zwischen Russland, Weißrussland und Kasachstan ein und wollte hierzu ein Referendum initiieren. Als Begründung führt sie an, dass der dortige Markt offener für moldaue Produkte ist, als der EU-Binnenmarkt.

## Wahlergebnisse bei Parlamentswahlen
| Parlamentswahl | Stimmenanteil |
| -------------- | ------------- |
| 1994           | 3,7 %         |
| 1998           | 1,9 %         |
| 2001           | 2,5 %         |
| 2005           | 2,9 %         |
| April 2009     | 3,7 %         |
| Juli 2009      | 1,9 %         |
| 2010           | 0,59 %        |

Ihr bestes Ergebnis erzielte die PSD bei den Wahlen im April 2009 mit über 14 % in Gagausien. Im Rajon Glodeni erhielt sie über 10 % der Stimmen. Ab der Parlamentswahl 2014 trat die Partei nicht mehr an, auch nicht bei Kommunalwahlen.